# Bereia (Macedônia)
Bereia (em grego: Βέροια; romaniz.: Beroia) foi uma antiga cidade localizada na Macedônia situada no lado oriental das Montanhas Vermion (norte do Monte Olimpo) sobre a qual está edificada a atual cidade de Véria, na Grécia.

## História
Não se sabe exatamente a data do estabelecimento da cidade, embora se saiba que ela esteve nas mãos dos persas bem antes dos romanos. Há uma cidade do mesmo nome que é mencionada em uma seção de Tucídides em torno do ano 432 a.C. Em Políbio houve duas inserções sobre uma inscrição que data a cidade como sendo do  século IV BC. A cidade permanece no mesmo local de fundação até os dias de hoje.
Também foi a primeira cidade da região macedônia a cair nas mãos do Império Romano, após a Batalha de Pidna em 168 a.C. Nesse tempo havia duas estradas principais unindo as cidades de Tessalônica e Bereia, uma delas passando perto da antiga cidade de Pela.
Bereia foi uma das duas capitais da Macedônia quando Diocleciano governou o Império Romano de 284 a 305 d.C.

## Contexto bíblico
A cidade de Bereia é mencionada por duas vezes na Bíblia, ambas no capítulo 17 de Atos dos Apóstolos, quando o apóstolo Paulo juntamente com Silas e Timóteo estiveram lá durante a segunda viagem missionária. 
Conforme Atos 17:1-13 o apóstolo Paulo esteve com seus companheiros de viagem durante um tempo em Tessalônica pregando o Evangelho mas passaram a ser perseguidos pelos judeus de lá, e por isso foram enviados a Bereia, onde eles foram na sinagoga da cidade.
Foram bem recebidos nesta cidade, sendo que os bereianos examinavam as Escrituras para ver se as pregações de Paulo eram verdadeiras. Mas não ficaram por muito tempo, pois logo que os judeus de Tessalônica souberam da presença deles e de Paulo pregando o Evangelho na cidade eles também foram até Bereia e continuaram a perseguição. Então Paulo teve que sair às pressas e continuou a viagem até Atenas, sendo que Silas e Timóteo saíram posteriormente da cidade e se encontraram com o apóstolo em Corinto.
Em Atos 20:4 é mencionado um companheiro de Paulo chamado Sópatro, da cidade de Bereia que junto com outros acompanharam Paulo na fuga de Corinto em direção a Trôade durante a terceira viagem missionária.